# Frontière entre l'État de New York et la Pennsylvanie

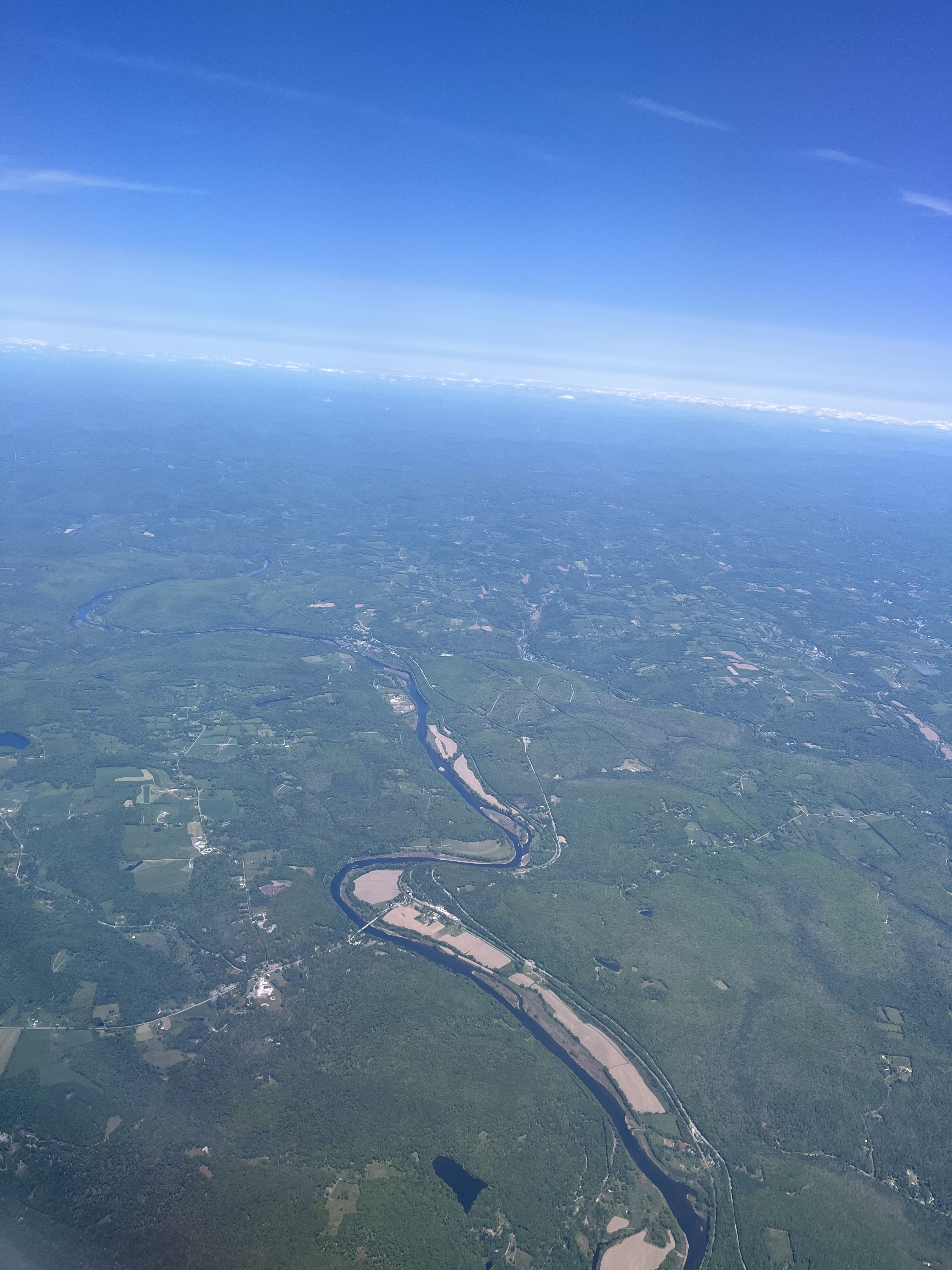
Vua aérienne du fleuve Delaware séparant la Pennsylvanie de l'État de New York.

La frontière entre la Pennsylvanie et l'État de New York est une frontière intérieure des États-Unis délimitant les territoires de la Pennsylvanie au sud et l'État de New York au nord.
Son tracé commence par deux lignes rectilignes perpendiculaire :
- la première, d'orientation nord-sud, suit le 79° 45' ouest depuis le lac Érié jusqu'au 42e parallèle nord,
- la seconde, d'orientation est-ouest, suit le 42e parallèle nord jusqu'au fleuve Delaware,
- elle descend enfin la Delaware jusqu'au sud de Port Jervis.